# Inonotus venezuelicus
Inonotus venezuelicus är en svampart som beskrevs av Ryvarden 1987. Inonotus venezuelicus ingår i släktet Inonotus och familjen Hymenochaetaceae.   Inga underarter finns listade i Catalogue of Life.